# Nephrotoma nigrithorax
Nephrotoma nigrithorax är en tvåvingeart som först beskrevs av de Meijere 1919.  Nephrotoma nigrithorax ingår i släktet Nephrotoma och familjen storharkrankar. Inga underarter finns listade i Catalogue of Life.